# Ga Yên Duệ
Ga Yên Duệ là một nhà ga xe lửa tại huyện Vũ Quang, tỉnh Hà Tĩnh. Nhà ga là một điểm trên tuyến đường sắt Bắc Nam tiếp nối sau ga Đức Lạc và trước ga Hòa Duyệt.